# قصر البنات
قصر البنات ويسمى أيضا بقصر العباسيين، وقد بني على بقايا  مدينة الرافقة التي تشكل الآن جزءا من مدينة الرقة السورية الواقعة في الجزء الأعلى من نهر الفرات في سورية، وقد توضحت معالمها بالتفصيل بعد ترميم معظم أجزائها.

## الموقع

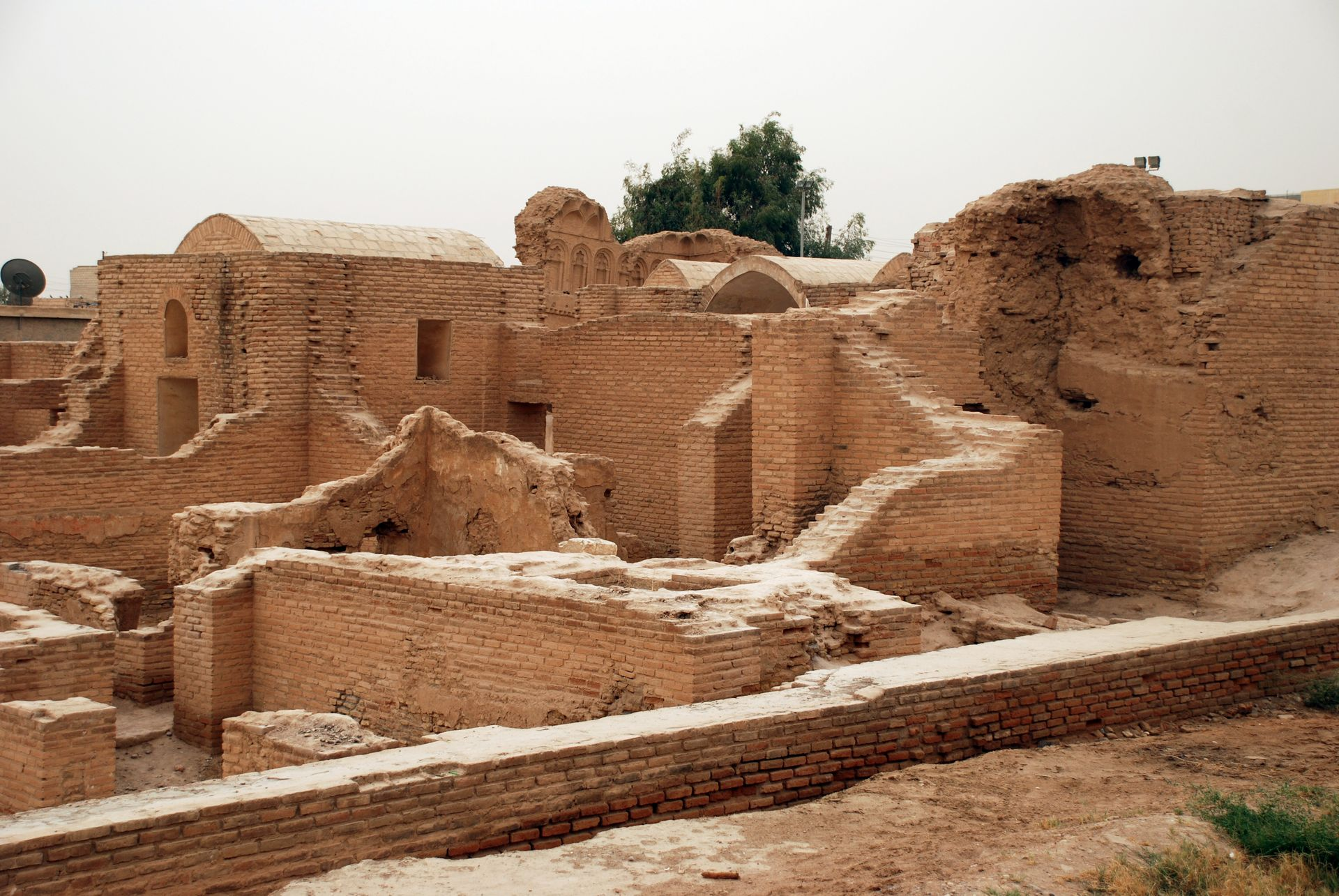
قصر البنات من الجهو الشمالية الغربية

يقع في الجهة الشرقية الجنوبية من الرقة وضمن أسوارها لم يبق منه إلا الأطلال الضخمة، يعود إلى القرن الثاني عشر الميلادي كما يرى هرزفيلد الذي زار القصر عام 1907 م وأعد له مخططا، ويبدو أن الأطلال في ذلك الوقت كانت أكثر ارتفاعا بما يقرب من عشرة أمتار.

## التنقيبات
لقد قامت أعمال التنقيب والترميم في هذا القصر ضمن نطاق المشروع الاستثنائي للآثار في الرقة التي قامت به الهيئة العامة للآثار في سوريا. ومنذ عام 1977 م تأكد من خلال دراسة الخزف والأواني التي عثر عليها في الموقع أنه يعود إلى القرنين الثاني عشر والثالث عشر أي إلى العصر الأيوبي، وهذا يؤكد ما جاء على لسان المؤرخين أن هذا القصر لم يسكن بعد العصر الأيوبي، ومن المؤكد أنه هجر بعد حريق هائل شب فيه.

## أقسام القصر

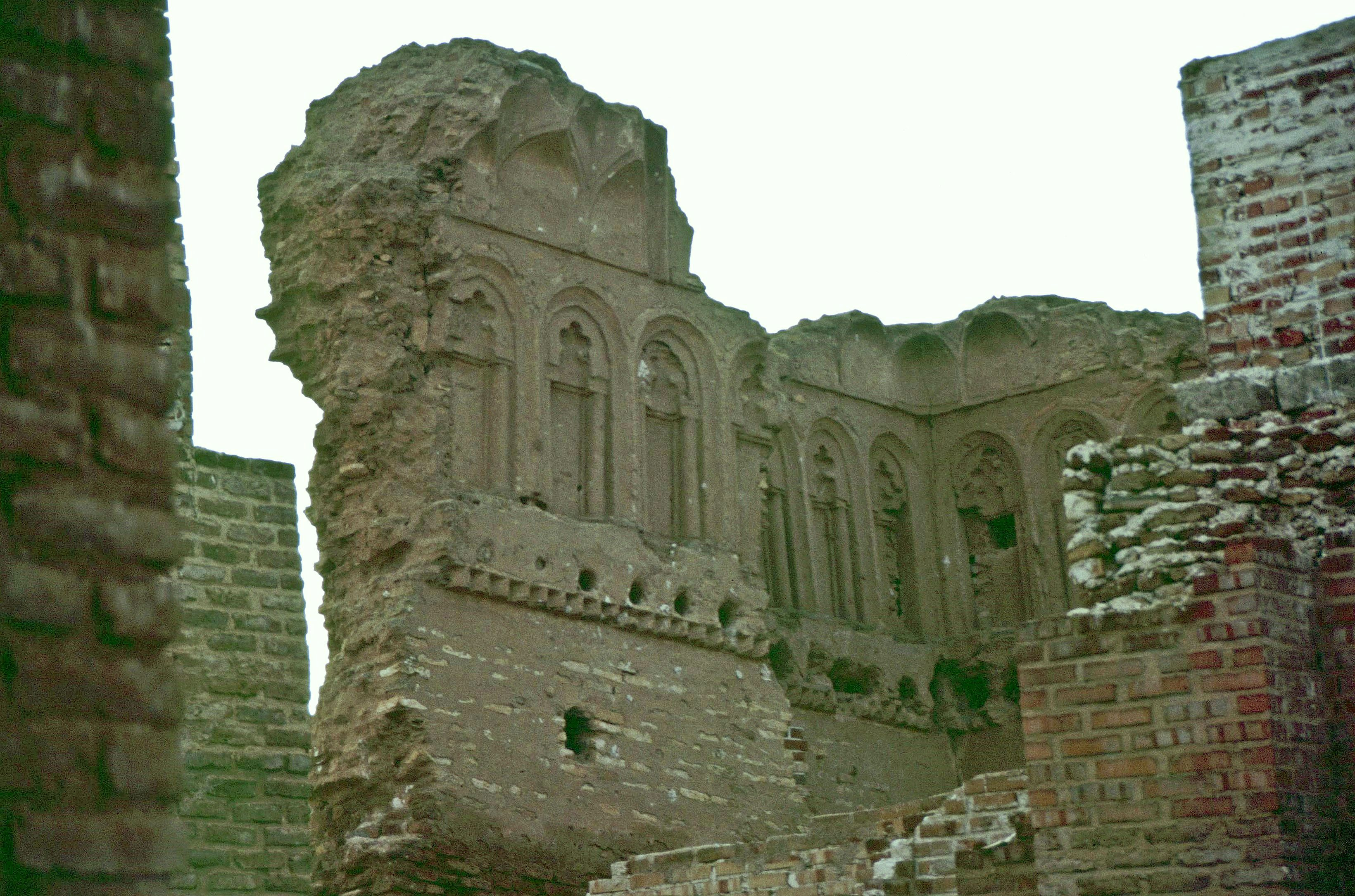
بقايا زخارف الكوات والمقرنصات في قصر البنات

يتألف قصر البنات من باحة مركزية تطل عليها أواوين أربعة، ويفتح في الجنوب مدخل رئيسي مرتفع يقابله في أقصى الشمال صالة خلفها حجرة وإلى جانبيها حجرتان، وتطل الصالة على باحة ورواقين، ويمتد القصر شرقا وغربا لمسافة تحت الشوارع القائمة ولم تكتمل عمليات الكشف لهذا السبب. لقد أصبح القصر واضح المعالم بعد أن أعيدت الجدران والفتحات والأروقة إلى وضعها الأصلي.

## وصلات خارجية
الباحث محمد العزو / قصر البنات